# Cultura di Kongemose
La cultura di Kongemose (Kongemosekulturen) era una cultura di cacciatori-raccoglitori mesolitici della Scandinavia (6000 a.C. - 5200 a.C.) ed all'origine della cultura di Ertebølle. È stato preceduta dal maglemosiano. Nel nord confinava con le culture di Nøstvet e Lihult.
Questa cultura prende il nome da una località nella Zelanda occidentale. Con la selce venivano realizzate punte di freccia romboidali, raschiatoi, punte, punteruoli, e lame dentate. Le asce erano fatte di varie pietre, e altri strumenti in corno e osso. L'economia principale era basata sulla caccia del cervo, capriolo e cinghiale, e completata dalla pesca negli insediamenti costieri.